# أحمد منصور (ممثل سوري)
أحمد منصور (1 كانون الثاني 1941 ــ 19نيسان 2021م) فنان سوري راحل من حمص، يُعد من الوجوه الفنية البارزة في الدراما والمسرح السوري.

## ولادته وسيرته
أحمد منصور من مواليد مدينة حمص (1 كانون الثاني 1941م) بدأت مسيرته الفنية من مدينة حمص في عام 1951 من خلال مشاركته في عرض مسرحي مدرسي، ثم انطلق مع نادي دار الفنون ودوحة الميماس. كانت انطلاقته الأساسية من المسرح العمالي بحمص منذ عام 1973. قدم الفنان أحمد منصور رصيدًا فنيًا غنيًا يضم أكثر من 30 عملًا مسرحيًا وأكثر من 20 عملًا تلفزيونيًا.انضم إلى نقابة الفنانين السوريين في عام 1980، وهو العام نفسه الذي تزوج فيه وأنجب أبناءه الثلاثة: حسناء، زينة، ومحمود.

## تكريم وجوائز
تقديراً لموهبته وإسهاماته الفنية، حصل أحمد منصور على جائزة أفضل ممثل في سوريا عامي 1973 و1974.

## أبرز أعماله التلفزيونية
- "الخشخاش" (حيث أدى دور "فايز (مساعد المحقق).
- "نهاية رجل شجاع" (دور المعلم رضا).
- "العبابيد".
- "صلاح الدين الأيوبي" (دور كمال الدين الشهرزوري).
- "ليل المسافرين".
- "عيلة خمس نجوم" (حيث تميز بلهجته الحمصية في دور "أبو فرحان").
- "الحسن والحسين" (دور الأحنف بن قيس).
- "عنترة" (دور بدر).
- "القعقاع بن عمرو التميمي" (دور الأقرع بن حابس).
- "عمر" (دور الصحابي عبدالرحمن بن عوف).
- "ما ملكت أيمانكم".
- "باب الحارة ج4".
- "طوق البنات ج4".
- "الإمام".
- في السينما: لديه مشاركة سينمائية واحدة في فيلم "بقايا صور".
- الإذاعة: شارك في عمل إذاعي بعنوان "سدنة الكعبة".
- الكتابة: خاض تجربة في الكتابة المسرحية من خلال عمله "لحظات منسية".[4]

## وفاته
غاب الفنان أحمد منصور عن الشاشة في السنوات الأربع الأخيرة من حياته، لكنه ترك خلفه إرثًا فنيًا كبيرًا من الأعمال التي لا تزال عالقة في ذاكرة الجمهور.توفي بعد صراع مع مرض السكري ودخوله في غيبوبة لأكثر من عشرة أيام. وافته المنية يوم ١٩ / ٤ / ٢٠٢١ وشيع جثمانه من جامع قباء في حي الإنشاءات.عن عمر ناهز الثمانين عامًا.

## وصلات خارجية
محطات من حياة الفنان السوري أحمد منصور
سيرة الفنان أحمد منصور